# Liste der Senatoren der Vereinigten Staaten aus Iowa
Die Liste der Senatoren der Vereinigten Staaten aus Iowa führt alle Personen auf, die jemals für diesen Bundesstaat dem US-Senat angehört haben, nach den Senatsklassen sortiert. Dabei zeigt eine Klasse, wann dieser Senator wiedergewählt wird. Die Senatoren der class 2 wurden zuletzt im November 2020 wiedergewählt, die Wahlen der Senatoren der class 3 fanden im Jahr 2022 statt.

## Klasse 2

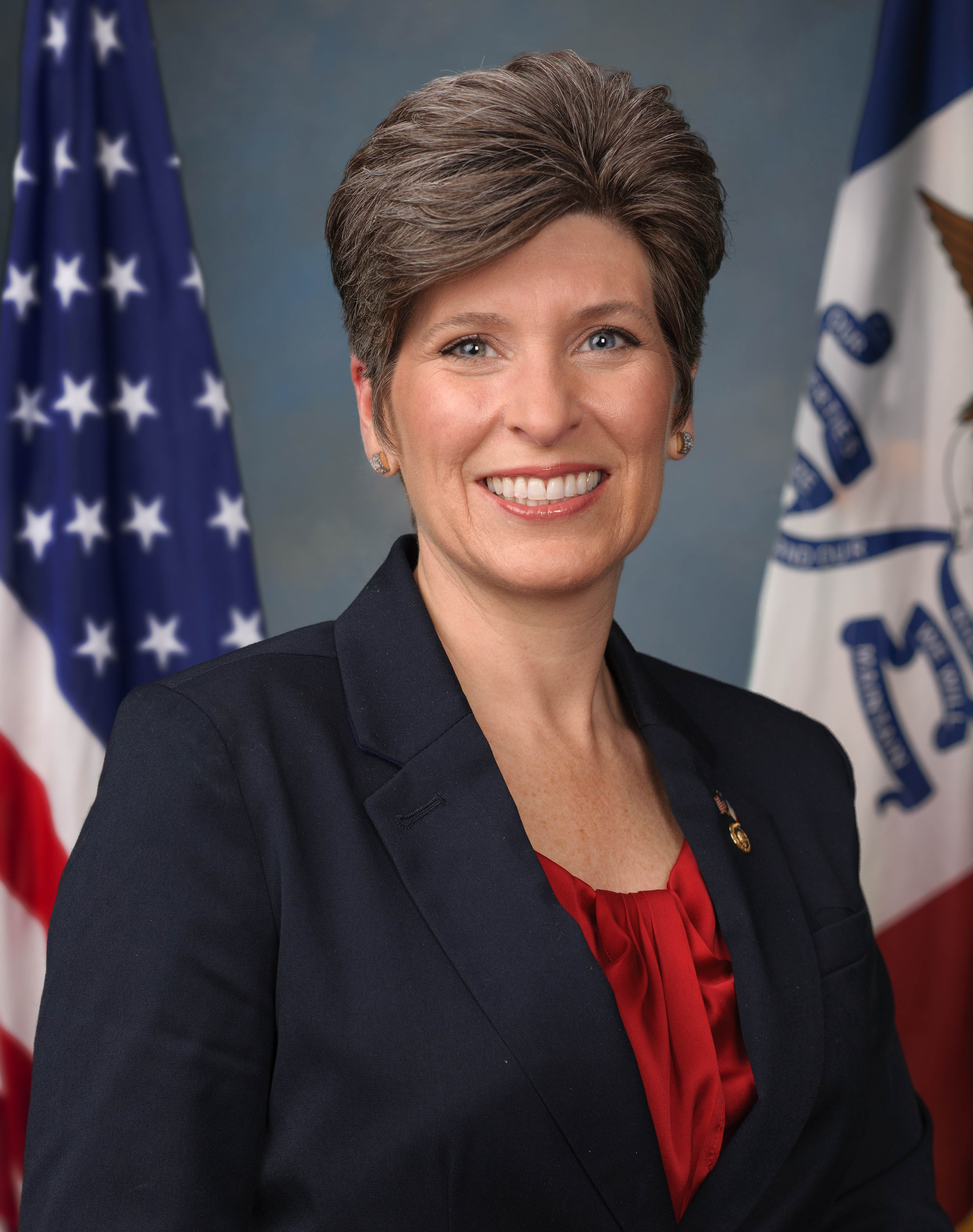
Joni Ernst

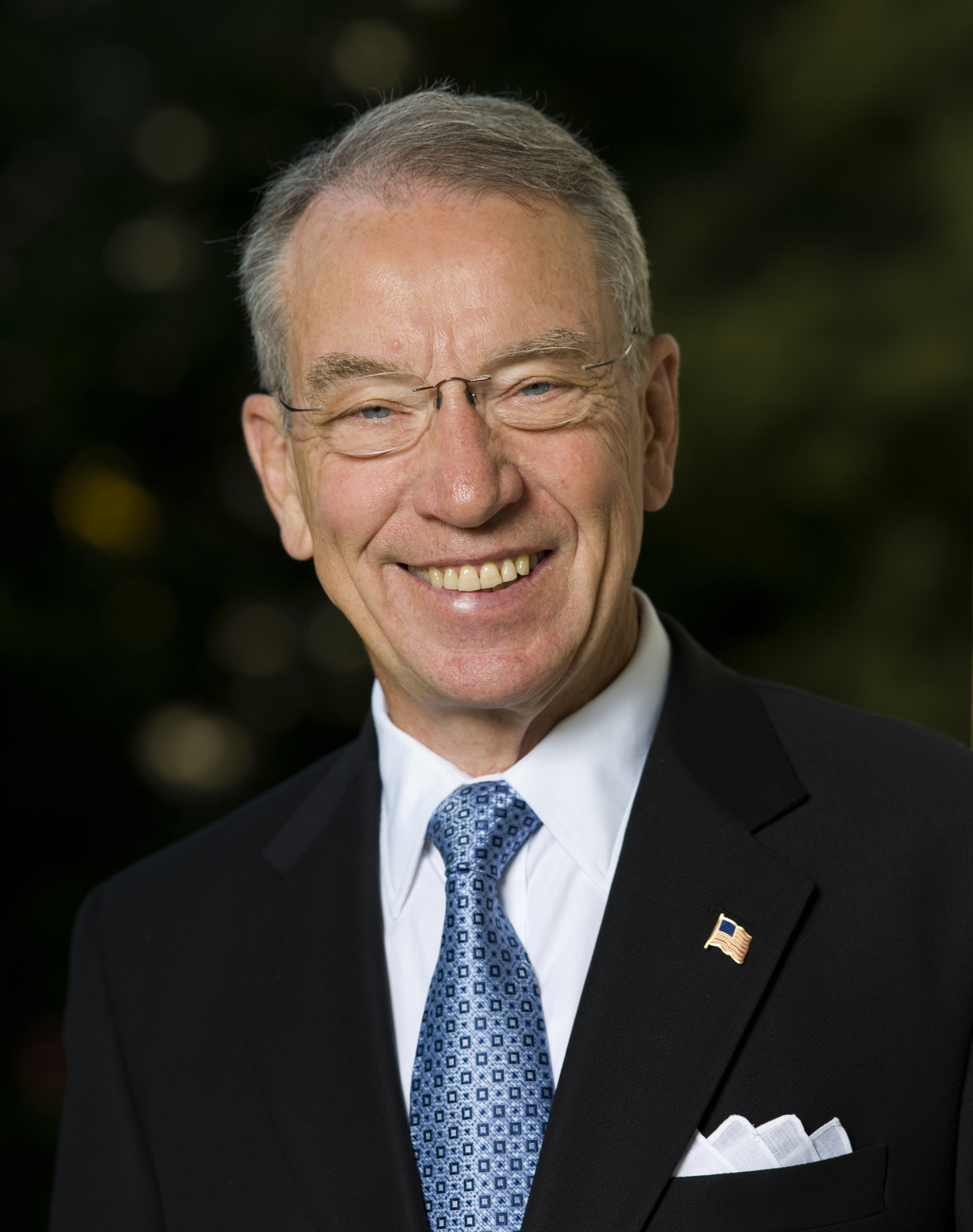
Chuck Grassley

Iowa ist seit dem 28. Dezember 1846 US-Bundesstaat und hatte bis heute 24 Senatoren der class 2 im Kongress. Iowa entsandte, obwohl bereits 1846 der USA beigetreten, erst ab 1848 Senatoren.
| Name                       | Amtszeit  | Partei       | Lebensdaten                             |
| -------------------------- | --------- | ------------ | --------------------------------------- |
| George Wallace Jones       | 1848–1859 | Demokrat     | 12. April 1804 – 22. Juli 1896          |
| James W. Grimes            | 1859–1869 | Republikaner | 20. Oktober 1816 – 7. Februar 1872      |
| James Bruen Howell         | 1870–1871 | Republikaner | 4. Juli 1816 – 17. Juni 1880            |
| George Grover Wright       | 1871–1877 | Republikaner | 24. März 1820 – 11. Januar 1896         |
| Samuel Jordan Kirkwood     | 1877–1881 | Republikaner | 20. Dezember 1813 – 1. September 1894   |
| James Wilson McDill        | 1881–1883 | Republikaner | 4. März 1834 – 28. Februar 1894         |
| James Falconer Wilson      | 1883–1895 | Republikaner | 19. Oktober 1828 – 22. April 1895       |
| John Henry Gear            | 1895–1900 | Republikaner | 7. April 1825 – 14. Juli 1900           |
| Jonathan Prentiss Dolliver | 1900–1910 | Republikaner | 6. Februar 1858 – 15. Oktober 1910      |
| Lafayette Young            | 1910–1911 | Republikaner | 10. Mai 1848 – 15. November 1926        |
| William Squire Kenyon      | 1911–1922 | Republikaner | 10. Juni 1869 – 9. September 1933       |
| Charles Augustus Rawson    | 1922      | Republikaner | 29. Mai 1867 – 2. September 1936        |
| Smith Wildman Brookhart    | 1922–1926 | Republikaner | 2. Februar 1869 – 15. November 1944     |
| Daniel Fredrick Steck      | 1926–1931 | Demokrat     | 16. Dezember 1881 – 31. Dezember 1950   |
| Lester Jesse Dickinson     | 1931–1937 | Republikaner | 29. Oktober 1873 – 4. Juni 1968         |
| Clyde Laverne Herring      | 1937–1943 | Demokrat     | 3. Mai 1879 – 15. September 1945        |
| George Allison Wilson      | 1943–1949 | Republikaner | 1. April 1884 – 8. September 1953       |
| Guy Mark Gillette          | 1949–1955 | Demokrat     | 3. Februar 1879 – 3. März 1973          |
| Thomas Ellsworth Martin    | 1955–1961 | Republikaner | 18. Januar 1893 – 27. Juni 1971         |
| Jack Richard Miller        | 1961–1973 | Republikaner | 6. Juni 1916 – 29. August 1994          |
| Richard Clarence Clark     | 1973–1979 | Demokrat     | 14. September 1928 – 20. September 2023 |
| Roger William Jepsen       | 1979–1985 | Republikaner | 23. Dezember 1928 – 13. November 2020   |
| Thomas Richard Harkin      | 1985–2015 | Demokrat     | * 19. November 1939                     |
| Joni Kay Ernst             | seit 2015 | Republikaner | * 1. Juli 1970                          |

## Klasse 3
Iowa stellte bis heute 13 Senatoren der class 3, von denen einer, James Harlan, zwei nicht unmittelbar aufeinander folgende Amtszeiten absolvierte.
| Name                          | Amtszeit  | Partei                 | Lebensdaten                           |
| ----------------------------- | --------- | ---------------------- | ------------------------------------- |
| Augustus Caesar Dodge         | 1848–1855 | Demokrat               | 2. Januar 1812 – 20. November 1883    |
| James Harlan1                 | 1855–1865 | Free Soil/Republikaner | 26. August 1820 – 5. Oktober 1899     |
| Samuel Jordan Kirkwood        | 1866–1867 | Republikaner           | 20. Dezember 1813 – 1. September 1894 |
| James Harlan                  | 1867–1873 | Republikaner           | 26. August 1820 – 5. Oktober 1899     |
| William Boyd Allison          | 1873–1908 | Republikaner           | 2. März 1829 – 4. August 1908         |
| Albert Baird Cummins          | 1908–1926 | Republikaner           | 15. Februar 1850 – 30. Juli 1926      |
| David Wallace Stewart         | 1926–1927 | Republikaner           | 22. Januar 1887 – 10. Februar 1974    |
| Smith Wildman Brookhart       | 1927–1933 | Republikaner           | 2. Februar 1869 – 15. November 1944   |
| Richard Louis Murphy          | 1933–1936 | Demokrat               | 6. November 1875 – 16. Juli 1936      |
| Guy Mark Gillette             | 1936–1945 | Demokrat               | 3. Februar 1879 – 3. März 1973        |
| Bourke Blakemore Hickenlooper | 1945–1969 | Republikaner           | 21. Juli 1896 – 4. September 1971     |
| Harold Everett Hughes         | 1969–1975 | Demokrat               | 10. Februar 1922 – 23. Oktober 1996   |
| John Chester Culver           | 1975–1981 | Demokrat               | 8. August 1932 – 26. Dezember 2018    |
| Charles Ernest Grassley       | seit 1981 | Republikaner           | * 17. September 1933                  |

1 Harlan wurde 1857 für die Republikaner in den Senat gewählt.